# Липскомб (окръг, Тексас)
Окръг Липскомб (на английски: Lipscomb County) е окръг в щата Тексас, Съединени американски щати. Площта му е 2414 km², а населението - 3057 души (2000). Административен център е населеното място Липскомб.